# نادي فيتشنزا لكرة السلة للسيدات
نادي فيتشنزا لكرة السلة للسيدات (بالإيطالية: Associazione Sportiva Vicenza)‏ هو فريق كرة سلة إيطالي للسيدات تأسس في سنة 1958 يقع مقره في فيتشنزا.

## الإنجازات
- 5: الدوري الأوروبي لكرة السلة للسيدات (1983، 1985 — 1988)
- فاز مرة واحدة بكأس رونكيتي (1992)
- 12: الدوري الإيطالي لكرة السلة للسيدات (1965 — 1969، 1982 — 1988)

## وصلات خارجية
- الموقع الرسمي